# Giro del Trentino 1998
Il Giro del Trentino 1998, ventiduesima edizione della corsa, si svolse dal 27 al 30 aprile su un percorso di 700 km ripartiti in 4 tappe, con partenza ad Arco e arrivo a Riva del Garda. Fu vinto dall'italiano Paolo Savoldelli della Saeco davanti ai suoi connazionali Dario Frigo e Francesco Casagrande.

## Tappe
| Tappa  | Data      | Percorso                           | km    | Vincitore di tappa | Leader cl. generale |
| ------ | --------- | ---------------------------------- | ----- | ------------------ | ------------------- |
| 1ª     | 27 aprile | Arco > Merano                      | 172   | Stefano Casagranda | Stefano Casagranda  |
| 2ª     | 28 aprile | Foresta Lagundo > Tione di Trento  | 178,5 | Paolo Savoldelli   | Paolo Savoldelli    |
| 3ª     | 29 aprile | Tione di Trento > Torri del Benaco | 180,7 | Mario Manzoni      | Paolo Savoldelli    |
| 4ª     | 30 aprile | Torri del Benaco > Riva del Garda  | 168,5 | Pascal Richard     | Paolo Savoldelli    |
| Totale | Totale    | Totale                             | 700   |                    |                     |

## Dettagli delle tappe

### 1ª tappa
- 27 aprile: Arco > Merano – 172 km

| Pos. | Corridore          | Squadra       | Tempo    |
| ---- | ------------------ | ------------- | -------- |
| 1    | Stefano Casagranda | Riso Scotti   | 4h28'00" |
| 2    | Bruno Boscardin    | Festina-Lotus | a 1'51"  |
| 3    | Ján Svorada        | Mapei-Bricobi | s.t.     |

| Pos. | Corridore          | Squadra       | Tempo    |
| ---- | ------------------ | ------------- | -------- |
| 1    | Stefano Casagranda | Riso Scotti   | 4h27'55" |
| 2    | Bruno Boscardin    | Festina-Lotus | a 1'53"  |
| 3    | Ján Svorada        | Mapei-Bricobi | a 1'55"  |

### 2ª tappa
- 28 aprile: Foresta Lagundo > Tione di Trento – 178,5 km

| Pos. | Corridore            | Squadra | Tempo    |
| ---- | -------------------- | ------- | -------- |
| 1    | Paolo Savoldelli     | Saeco   | 4h50'11" |
| 2    | Dario Frigo          | Saeco   | a 22"    |
| 3    | Francesco Casagrande | Cofidis | s.t.     |

| Pos. | Corridore            | Squadra | Tempo    |
| ---- | -------------------- | ------- | -------- |
| 1    | Paolo Savoldelli     | Saeco   | 9h19'57" |
| 2    | Dario Frigo          | Saeco   | a 24"    |
| 3    | Francesco Casagrande | Cofidis | a 26"    |

### 3ª tappa
- 29 aprile: Tione di Trento > Torri del Benaco – 180,7 km

| Pos. | Corridore        | Squadra           | Tempo    |
| ---- | ---------------- | ----------------- | -------- |
| 1    | Mario Manzoni    | Mobilvetta Design | 4h21'04" |
| 2    | Zbigniew Spruch  | Mapei-Bricobi     | s.t.     |
| 3    | Andrea Ferrigato | Vitalicio Seguros | s.t.     |

| Pos. | Corridore            | Squadra | Tempo     |
| ---- | -------------------- | ------- | --------- |
| 1    | Paolo Savoldelli     | Saeco   | 13h41'01" |
| 2    | Dario Frigo          | Saeco   | a 24"     |
| 3    | Francesco Casagrande | Cofidis | a 26"     |

### 4ª tappa
- 30 aprile: Torri del Benaco > Riva del Garda – 168,5 km

| Pos. | Corridore        | Squadra       | Tempo    |
| ---- | ---------------- | ------------- | -------- |
| 1    | Pascal Richard   | Casino        | 3h48'22" |
| 2    | Oscar Camenzind  | Mapei-Bricobi | s.t.     |
| 3    | Riccardo Forconi | Mercatone Uno | s.t.     |

| Pos. | Corridore            | Squadra | Tempo     |
| ---- | -------------------- | ------- | --------- |
| 1    | Paolo Savoldelli     | Saeco   | 17h29'45" |
| 2    | Dario Frigo          | Saeco   | a 24"     |
| 3    | Francesco Casagrande | Cofidis | a 26"     |

## Classifiche finali

### Classifica generale
| Pos. | Corridore            | Squadra                          | Tempo     |
| ---- | -------------------- | -------------------------------- | --------- |
| 1    | Paolo Savoldelli     | Saeco                            | 17h29'45" |
| 2    | Dario Frigo          | Saeco                            | a 24"     |
| 3    | Francesco Casagrande | Cofidis                          | a 26"     |
| 4    | Marco Pantani        | Mercatone Uno-Bianchi            | a 27"     |
| 5    | Daniel Clavero       | Vitalicio Seguros-Grupo Generali | a 33"     |
| 6    | Wladimir Belli       | Festina-Lotus                    | s.t.      |
| 7    | Aleksandr Šefer      | Asics-CGA                        | s.t.      |
| 8    | Enrico Zaina         | Brescialat-Liquigas              | a 1'50"   |
| 9    | Giuseppe Guerini     | Team Polti                       | a 2'19"   |
| 10   | Pascal Richard       | Casino                           | a 2'22"   |